# La Compostela

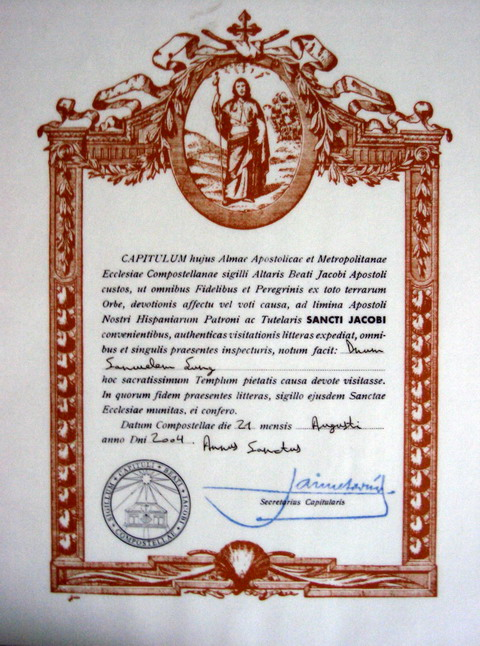
Pilgerurkunde – Compostela

La Compostela ist eine Urkunde für religiös motivierte Pilger, die ihnen den Besuch der Kathedrale von Santiago de Compostela und damit das Ende ihrer Wallfahrt auf dem Jakobsweg bescheinigt.

## Inhalt
Die Urkunde ist auf Lateinisch verfasst. Der Name des Pilgers wird als lateinische Variante eingetragen. Die deutsche Übersetzung der Urkunde lautet:

„Das Kapitel dieser segenspendenden Apostel- und Metropolitankirche von Compostela, Hüter des Siegels des Altares des seligen Apostels Jakobus, macht entsprechend seiner Absicht, allen Gläubigen und Pilgern, die aus der ganzen Welt aus frommer Neigung oder zur Erfüllung eines Gelübdes an der Schwelle unseres Apostels, des Patrons und Schutzherren der spanischen Lande, des heiligen Jakobus, zusammenkommen, eine gültige Urkunde zur Bestätigung ihres Besuches auszustellen, hiermit allen und jeden, die in die vorliegende Urkunde Einblick nehmen werden, bekannt, dass Herr/Frau … [Vorname und Nachname des Pilgers] dieses hochehrwürdige Gotteshaus aus Frömmigkeit ehrerbietig besucht hat. Zur Beglaubigung dessen überreiche ich ihm/ihr diese vorliegende Urkunde, versehen mit dem Siegel der genannten heiligen Kirche.

Ausgestellt in Compostela den … Tag des Monats … im … Jahr des Herrn …“

In einem heiligen Jahr heißt es bei der Datierung „Anno Sancto“ statt „Anno Domini“.

## Geschichte
Vorläufer der Compostela waren sogenannte Beglaubigungsschreiben, die den Pilgern seit dem 13. Jahrhundert ausgestellt wurden, um ihnen die Absolvierung der Reise zu beurkunden. Die früher akzeptierten Nachweise, beispielsweise die Jakobsmuschel, hatten sich als nicht ausreichend fälschungssicher erwiesen.
Wer die Compostela vorzeigen konnte, war ursprünglich berechtigt, sich drei Tage kostenlos in einer im 16. Jahrhundert erbauten Herberge einer königlichen Stiftung, dem Hospital de los Reyes Católicos neben der Kathedrale, von den Anstrengungen der Reise zu erholen. Dieses Hospital wurde später zu einem städtischen Krankenhaus und 1954 zu einem Parador umgebaut. Weil die Katholischen Könige in der Gründungsurkunde als Stiftungszweck Mildtätigkeit verfügt hatten, werden als Relikt dieser Verfügung heute im Pilgerspeiseraum des Hotels  täglich 10 Pilger mit Frühstück, Mittag- und Abendessen beköstigt.

## Die „Compostela“ heute
Um heute die Compostela zu erhalten, muss man zumindest die letzten 100 km zu Fuß oder zu Pferd oder aber die letzten 200 km mit dem Fahrrad zurückgelegt haben. Als Nachweis dafür dient ein Pilgerausweis (Spanisch: credencial de peregrino). Es müssen pro Tag zwei Stempel gesammelt werden, möglichst von religiösen Institutionen oder Herbergen, alternativ aber auch Rathäusern oder Cafés. Die Compostela bekommt man im Pilgerbüro des Domkapitels der Kathedrale von Santiago de Compostela kostenlos ausgestellt. Zusätzlich kann eine Urkunde über die zurückgelegte Entfernung gegen Gebühr ausgestellt werden.
Pilgern, die nicht aus religiösen Gründen nach Santiago gepilgert sind, stellt das Compostelaner Domkapitel eine Urkunde aus, die ihnen eine „kulturelle Wallfahrt“ bescheinigt.

## Ablassbescheinigung
Entgegen einer verbreiteten Auffassung ist die Urkunde Compostela keine Ablassbescheinigung. Für einen Plenarablass, der in den Heiligen Compostelanischen Jahren gewährt wird, ist die Art der Anreise unerheblich. Voraussetzung ist vielmehr der Empfang des Bußsakraments und der hl. Kommunion sowie die Absicht, im Jakobusheiligtum den Ablass zu erlangen. Der Ablass ist daher Katholiken vorbehalten, während die Compostela jedem Pilger ausgestellt werden kann.